# Ясна Котеска
Ясна Котеска (на македонска литературна норма: Јасна Котеска) е северномакедонска писателка, литературна теоретичка, философка и университетски професор, авторка на книги за философия, психология, литературна теория и документалистика.

## Биография и творчество
Ясна Котеска е родена на 9 октомври 1970 г. в Скопие, Северна Македония. Дъщеря е на северномакедонския поет Йован Котески (1932 – 2001).
Получава магистърска степен по изследвания на родовия пол от Централноевропейския университет в Будапеща, и магистърска и докторска степен по филология от катедра „Обща и сравнителна литература“ на Филологическия факултет „Блаже Конески“ на Скопския университет Св. св. Кирил и Методий“.
След дипломирането си работи като професор, преподавателка по литература, изследвания на родовия пол и психоанализа в университета „Св. св. Кирил и Методий“. Занимава се с теоретична психоанализа, литературна теория и изследвания.
Тя е редакторка на поредицата „Collection Aut“ в Киркегорския кръг / Тринити Колидж, Торонто и Централноевропейския изследователски център Сьорен Киркегор (CERI-SK) Любляна. Тя е координаторка на образователната група „SC8 Futures of Education in Anthropocene (2021 – 2023)“ в Северния летен университет.
Ясна Котеска е авторка на над 10 книги, публикувани в Скопие, Вашингтон, Торонто, Любляна, София и Белград. Работи широко с философия и литература от XIX век, пишейки книги за австрийския психоаналитик Зигмунд Фройд, датския философ Сьорен Киркегор и изследванията на Франц Кафка, в областта на ранната психоанализа, интимността, санитарията, травмата и др.
Авторка е на първата история на македонската литература писана от жени в периода 1945 – 2000 г. – „Македонско женско писмо“. Има над 200 изследвания, някои от които са преведени на други езици. Периодично прави публикации в блогове за актуални социални проблеми във вестници и в портали в Северна Македония и в чужбина.
Книгата ѝ „Киркегор за консуматорството“ (2016) получава през 2017 г. държавната награда „Гоце Делчев“ за изключителен принос в областта на науката в интерес на Република Македония.
Тя е членка на организацията на Независимите писатели на Македония, на Философското общество на Македония, и на няколко международни организации и съвети.
На български е публикувана книгата ѝ „Санитарна енигма“ и има публикации в списание „Социологически проблеми“.
Ясна Котеска живее със семейството си в Скопие.

## Произведения
- Постмодернистички литературни студии (2002)
- Македонско женско писмо. Теорија, историја и опис (2003)
- Санитарна енигма (2006, 2020)
Санитарна енигма, изд. „Критика и хуманизъм“ (2011), прев. 	Станимир Панайотов
- Комунистичка интима (2008)
- Фројдовска читанка /Рана психоанализа 1893 – 1899/ (2013)
- Kierkegaard on Consumerism /Киркегард за конзумеризмот/ (2016)